# Atabeg
Atabeg, o atabey in turco lett. "padre del Signore", è il titolo che in ambito turco-selgiuchide si dava al "tutore", cui era assegnato l'incarico di curare l'educazione militare e principesca dei figli del Sultano.
In realtà il termine fu presto usato per identificare i governatori selgiuchidi cui veniva affidata l'amministrazione delle province sultaniali con un ampio grado di autonomia gestionale. 
L'uso di questo termine per indicare il governatore di un territorio o di una nazione, rispondenti all'autorità di un monarca, si diffuse anche nelle entità statali georgiane e armene.